# Fressies
Fressies est une commune française située dans le département du Nord, en région Hauts-de-France.

## Géographie

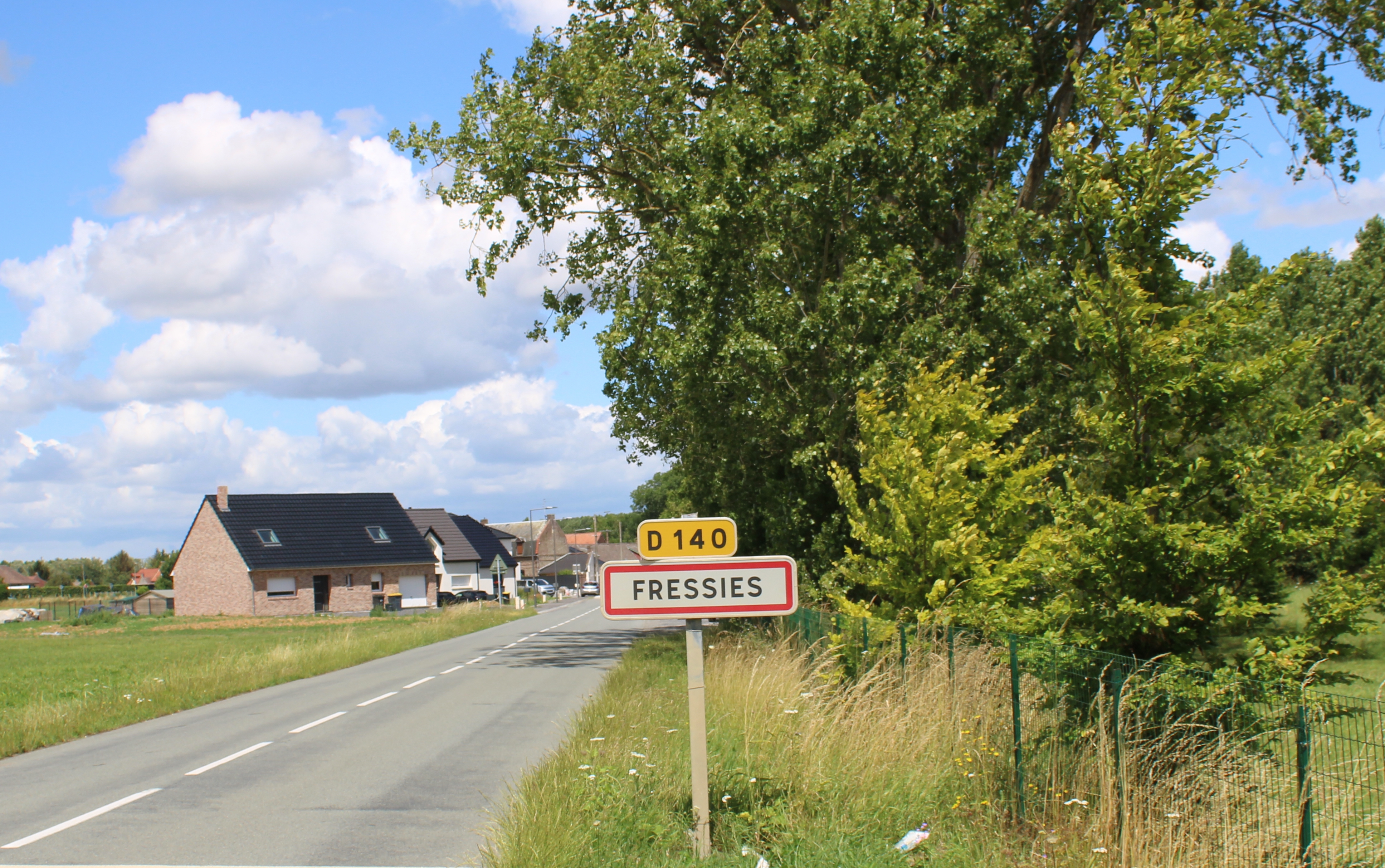
Entrée de la commune.

### Communes limitrophes
| Aubigny-au-Bac    |          | Féchain     |
| Aubencheul-au-Bac | Fressies | Hem-Lenglet |
| Épinoy            |          | Abancourt   |

### Hydrographie

#### Réseau hydrographique
La commune est située dans le bassin Artois-Picardie. Elle est drainée par la rivière Sensée et le canal de la Sensée du confluent du canal du Nord au confluent de l'Escaut canalisé,.
La Sensée, d'une longueur de 20 km, prend sa source dans la commune d'Arleux et se jette dans l'Escaut canalisée à Bouchain, après avoir traversé douze communes. 
Le canal de la Sensée permet un lien entre le canal de Saint-Quentin au nord de Cambrai avec la Scarpe canalisée et le canal de la Deûle à Douai. 

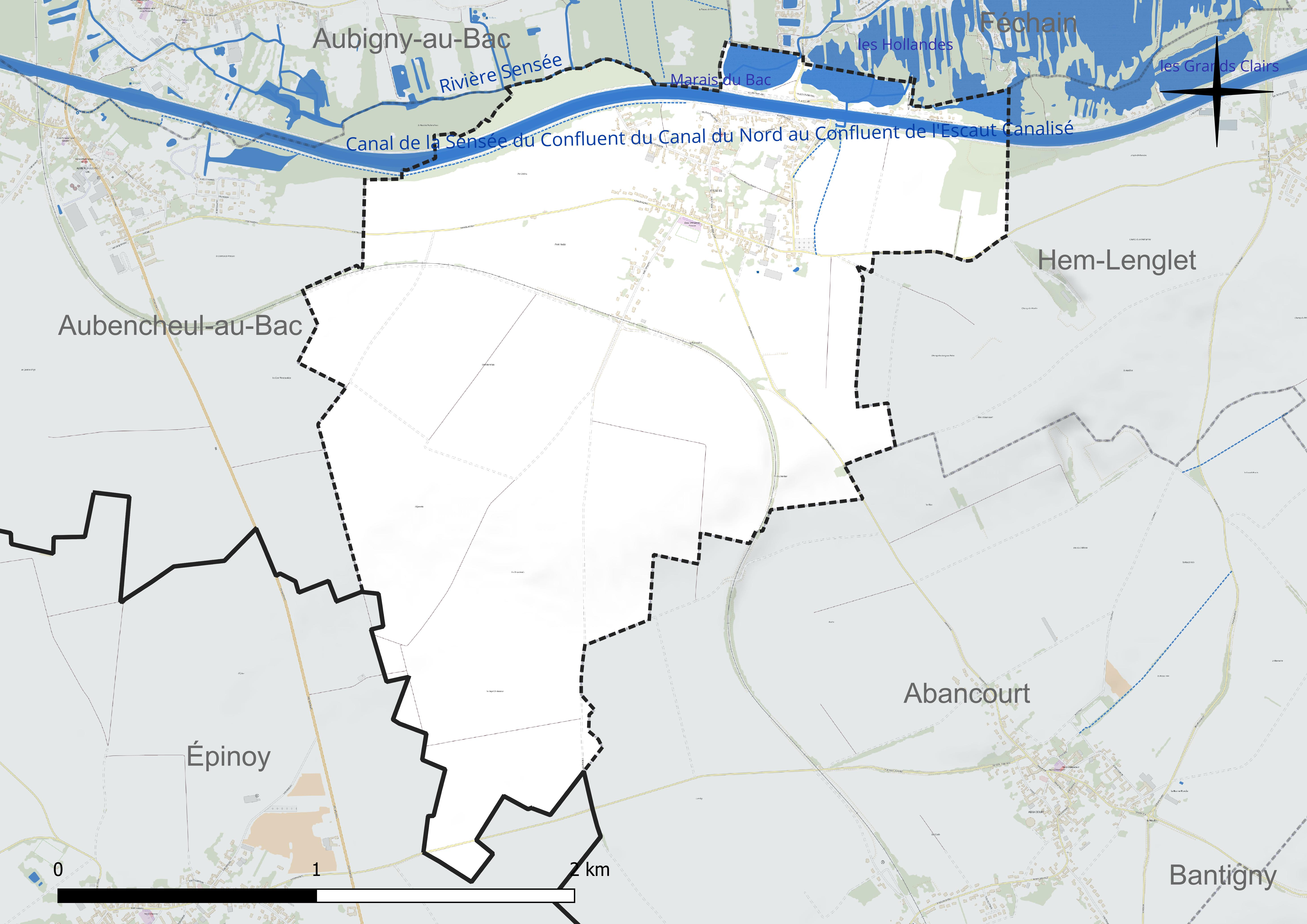
Péniche sur le canal de la Sensée à Fressies en juillet 2022.
- Réseau hydrographique de Fressies.

Deux plans d'eau complètent le réseau hydrographique : le marais du Bac, d'une superficie totale de 3,8 ha (3,8 ha sur la commune) et les Hollandes, d'une superficie totale de 1,9 ha (0 ha sur la commune),.

#### Gestion et qualité des eaux
Le territoire communal est couvert par le schéma d'aménagement et de gestion des eaux (SAGE) « Sensée ». Ce document de planification concerne un territoire de 857 km2 de superficie, délimité par le bassin versant de la Sensée. Le périmètre a été arrêté le 14 janvier 2023 et le SAGE proprement dit a été approuvé le 21 février 2020. La structure porteuse de l'élaboration et de la mise en œuvre est le syndicat mixte Escaut et Affluents (SyMEA). 
La qualité des cours d'eau peut être consultée sur un site dédié géré par les agences de l'eau et l'Agence française pour la biodiversité. 

### Climat
Pour des articles plus généraux, voir Climat des Hauts-de-France et Climat du Nord.
En 2010, le climat de la commune est de type climat océanique dégradé des plaines du Centre et du Nord, selon une étude du CNRS s'appuyant sur une série de données couvrant la période 1971-2000. En 2020, Météo-France publie une typologie des climats de la France métropolitaine dans laquelle la commune est exposée à un climat océanique et est dans la région climatique  Nord-est du bassin Parisien, caractérisée par un ensoleillement médiocre, une pluviométrie moyenne régulièrement répartie au cours de l'année et un hiver froid (3 °C). 
Pour la période 1971-2000, la température annuelle moyenne est de 10,6 °C, avec une amplitude thermique annuelle de 14,8 °C. Le cumul annuel moyen de précipitations est de 700 mm, avec 12,3 jours de précipitations en janvier et 9,2 jours en juillet. Pour la période 1991-2020, la température moyenne annuelle observée sur la station météorologique la plus proche, située sur la commune de Douai à 15 km à vol d'oiseau, est de 11,0 °C et le cumul annuel moyen de précipitations est de 729,2 mm,. Pour l'avenir, les paramètres climatiques de la commune estimés pour 2050 selon différents scénarios d'émission de gaz à effet de serre sont consultables sur un site dédié publié par Météo-France en novembre 2022.

## Urbanisme

### Typologie
Au 1er janvier 2024, Fressies est catégorisée bourg rural, selon la nouvelle grille communale de densité à sept niveaux définie par l'Insee en 2022.
Elle appartient à l'unité urbaine de Féchain, une agglomération intra-départementale regroupant trois  communes, dont elle est une commune de la banlieue,,. Par ailleurs la commune fait partie de l'aire d'attraction de Douai, dont elle est une commune de la couronne,. Cette aire, qui regroupe 61 communes, est catégorisée dans les aires de 50 000 à moins de 200 000 habitants,.

### Occupation des sols
L'occupation des sols de la commune, telle qu'elle ressort de la base de données européenne d'occupation biophysique des sols Corine Land Cover (CLC), est marquée par l'importance des territoires agricoles (84,3 % en 2018), une proportion sensiblement équivalente à celle de 1990 (85 %). La répartition détaillée en 2018 est la suivante : 
terres arables (84,3 %), zones urbanisées (9,8 %), eaux continentales (3,7 %), forêts (2,2 %). L'évolution de l'occupation des sols de la commune et de ses infrastructures peut être observée sur les différentes représentations cartographiques du territoire : la carte de Cassini (XVIIIe siècle), la carte d'état-major (1820-1866) et les cartes ou photos aériennes de l'IGN pour la période actuelle (1950 à aujourd'hui).

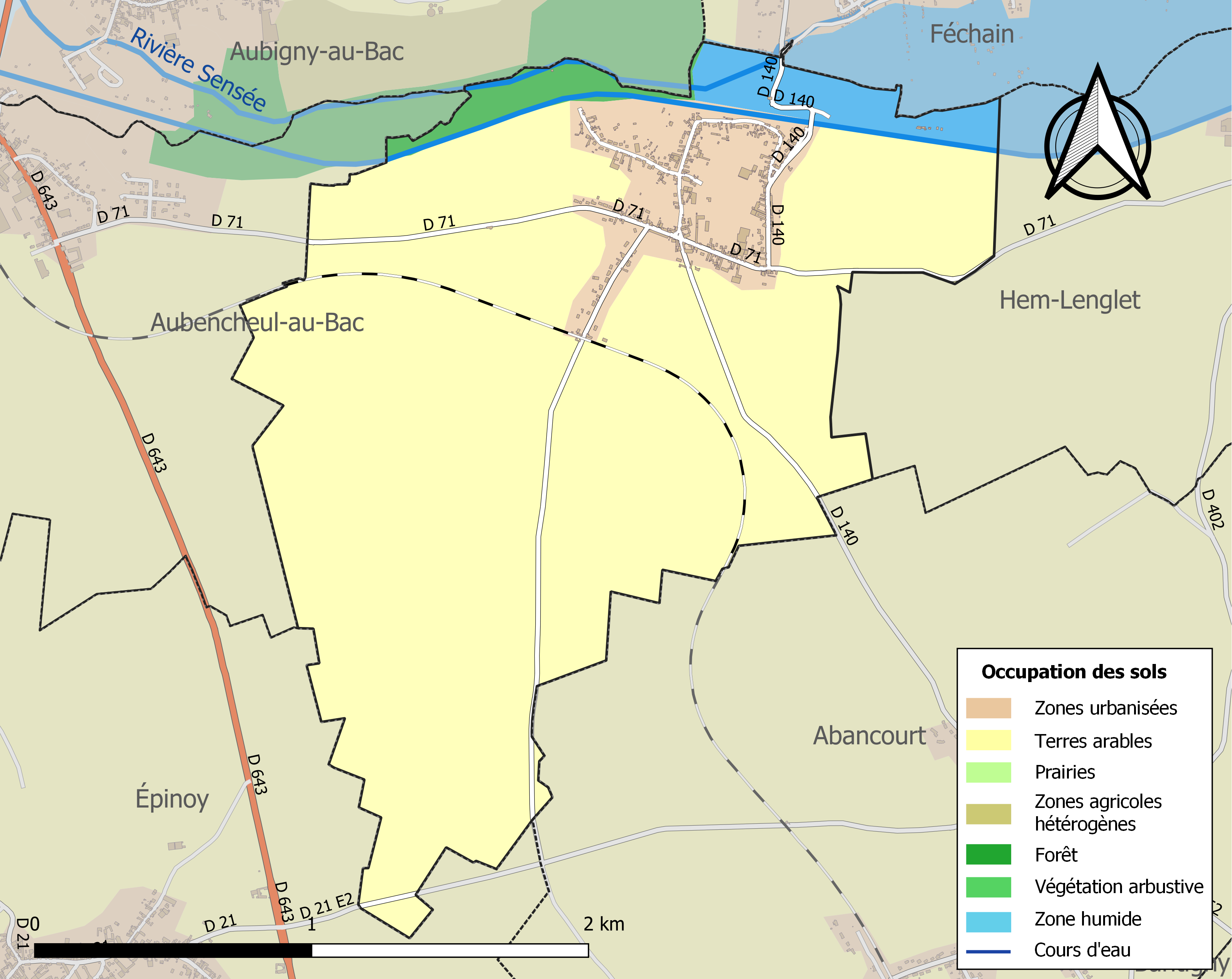
Carte des infrastructures et de l'occupation des sols de la commune en 2018 (CLC).

### Voies de communication et transports
La commune est desservie par le réseau de transports urbains de la Communauté d'agglomération de Cambrai appelé TUC (Transports Urbains du Cambrésis), par la ligne 16,.

## Toponymie
Le village est mentionné au long des XIIe au XIVe siècles sous les noms Freseis, Fressies ou Frissies. Boniface et Mannier s'accordent pour faire dériver le nom du latin frescha ou frischa (« friche », « terre inculte ») et interprètent le nom comme le « village des terres en friche ».

## Histoire
Fressies est une commune de la résistance française lors de la Seconde Guerre mondiale.

## Politique et administration

### Liste des maires

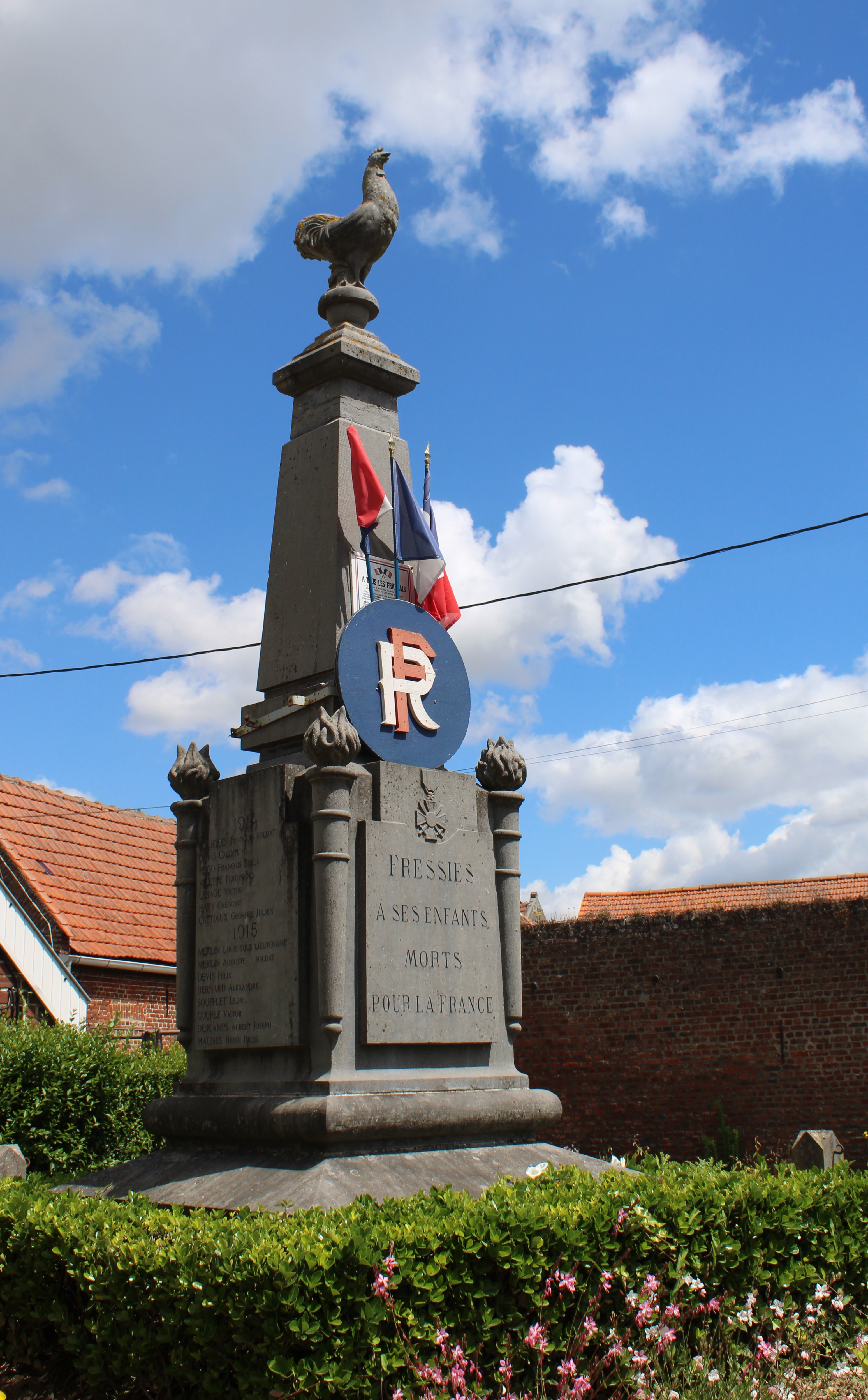
Le monument aux morts.

Maire en 1802-1803 : Félix Chevalier.
Maire en 1807 : Courtecuisse.

Maire en 1881 : Constant Remy.
| Identité                                         | Période        | Période        | Durée                     | Étiquette                                                                           |
| Identité                                         | Début          | Fin            | Durée                     | Étiquette                                                                           |
| ------------------------------------------------ | -------------- | -------------- | ------------------------- | ----------------------------------------------------------------------------------- |
| Henri Gamez (d), (né le 31 mai 1946)             | mars 1989      | 2 juillet 2020 | 31 ans et 4 mois          | Rassemblement pour la République Union pour un mouvement populaire Les Républicains |
| Marie-Danièle Chevalier (d) (née le 31 mai 1958) | 3 juillet 2020 | En cours       | 4 ans, 8 mois et 11 jours |                                                                                     |

## Héraldique
|  | Les armes de Fressies se blasonnent ainsi :"D'or à la croix engrêlée de sable, au canton de gueules." . |

## Population et société

### Démographie

#### Évolution démographique
L'évolution du nombre d'habitants est connue à travers les recensements de la population effectués dans la commune depuis 1793. Pour les communes de moins de 10 000 habitants, une enquête de recensement portant sur toute la population est réalisée tous les cinq ans, les populations de référence des années intermédiaires étant quant à elles estimées par interpolation ou extrapolation. Pour la commune, le premier recensement exhaustif entrant dans le cadre du nouveau dispositif a été réalisé en 2006.

En 2022, la commune comptait 573 habitants, en évolution de +1,24 % par rapport à 2016 (Nord : +0,51 %, France hors Mayotte : +2,11 %).
| 1793 | 1800 | 1806 | 1821 | 1831 | 1836 | 1841 | 1846 | 1851 |
| ---- | ---- | ---- | ---- | ---- | ---- | ---- | ---- | ---- |
| 550  | 662  | 750  | 782  | 844  | 851  | 800  | 773  | 715  |

| 1856 | 1861 | 1866 | 1872 | 1876 | 1881 | 1886 | 1891 | 1896 |
| ---- | ---- | ---- | ---- | ---- | ---- | ---- | ---- | ---- |
| 719  | 727  | 711  | 704  | 687  | 663  | 658  | 642  | 655  |

| 1901 | 1906 | 1911 | 1921 | 1926 | 1931 | 1936 | 1946 | 1954 |
| ---- | ---- | ---- | ---- | ---- | ---- | ---- | ---- | ---- |
| 652  | 620  | 587  | 453  | 486  | 461  | 446  | 407  | 417  |

| 1962 | 1968 | 1975 | 1982 | 1990 | 1999 | 2006 | 2011 | 2016 |
| ---- | ---- | ---- | ---- | ---- | ---- | ---- | ---- | ---- |
| 393  | 356  | 363  | 371  | 480  | 509  | 536  | 565  | 566  |

| 2021 | 2022 | - | - | - | - | - | - | - |
| ---- | ---- | - | - | - | - | - | - | - |
| 572  | 573  | - | - | - | - | - | - | - |

#### Pyramide des âges
La population de la commune est relativement jeune.
En 2018, le taux de personnes d'un âge inférieur à 30 ans s'élève à 37,9 %, soit en dessous de la moyenne départementale (39,5 %). À l'inverse, le taux de personnes d'âge supérieur à 60 ans est de 19,3 % la même année, alors qu'il est de 22,5 % au niveau départemental.
En 2018, la commune comptait 296 hommes pour 276 femmes, soit un taux de 51,75 % d'hommes, largement supérieur au taux départemental (48,23 %).
Les pyramides des âges de la commune et du département s'établissent comme suit.
| Hommes | Classe d’âge | Femmes |
| ------ | ------------ | ------ |
| 0,4    | 90 ou +      | 0,8    |
| 3,5    | 75-89 ans    | 5,6    |
| 14,2   | 60-74 ans    | 14,1   |
| 19,2   | 45-59 ans    | 19,2   |
| 23,8   | 30-44 ans    | 23,6   |
| 15,6   | 15-29 ans    | 15,3   |
| 23,3   | 0-14 ans     | 21,4   |

| Hommes | Classe d’âge | Femmes |
| ------ | ------------ | ------ |
| 0,5    | 90 ou +      | 1,4    |
| 5,3    | 75-89 ans    | 8,1    |
| 14,8   | 60-74 ans    | 16,2   |
| 19,1   | 45-59 ans    | 18,4   |
| 19,5   | 30-44 ans    | 18,7   |
| 20,7   | 15-29 ans    | 19,1   |
| 20,2   | 0-14 ans     | 18     |

## Pour approfondir